# Alexandre Sergueïevitch Menchikov
Pour les articles homonymes, voir Menchikov.
Le prince Alexandre Sergueïevitch Menchikov (en russe : Александр Сергеевич Меншиков ; 26 août 1787 — 2 mai 1869) est un militaire et homme d'État russe appartenant à la haute-noblesse qui fut nommé adjudant-général en 1817 et amiral en 1833.

## Biographie

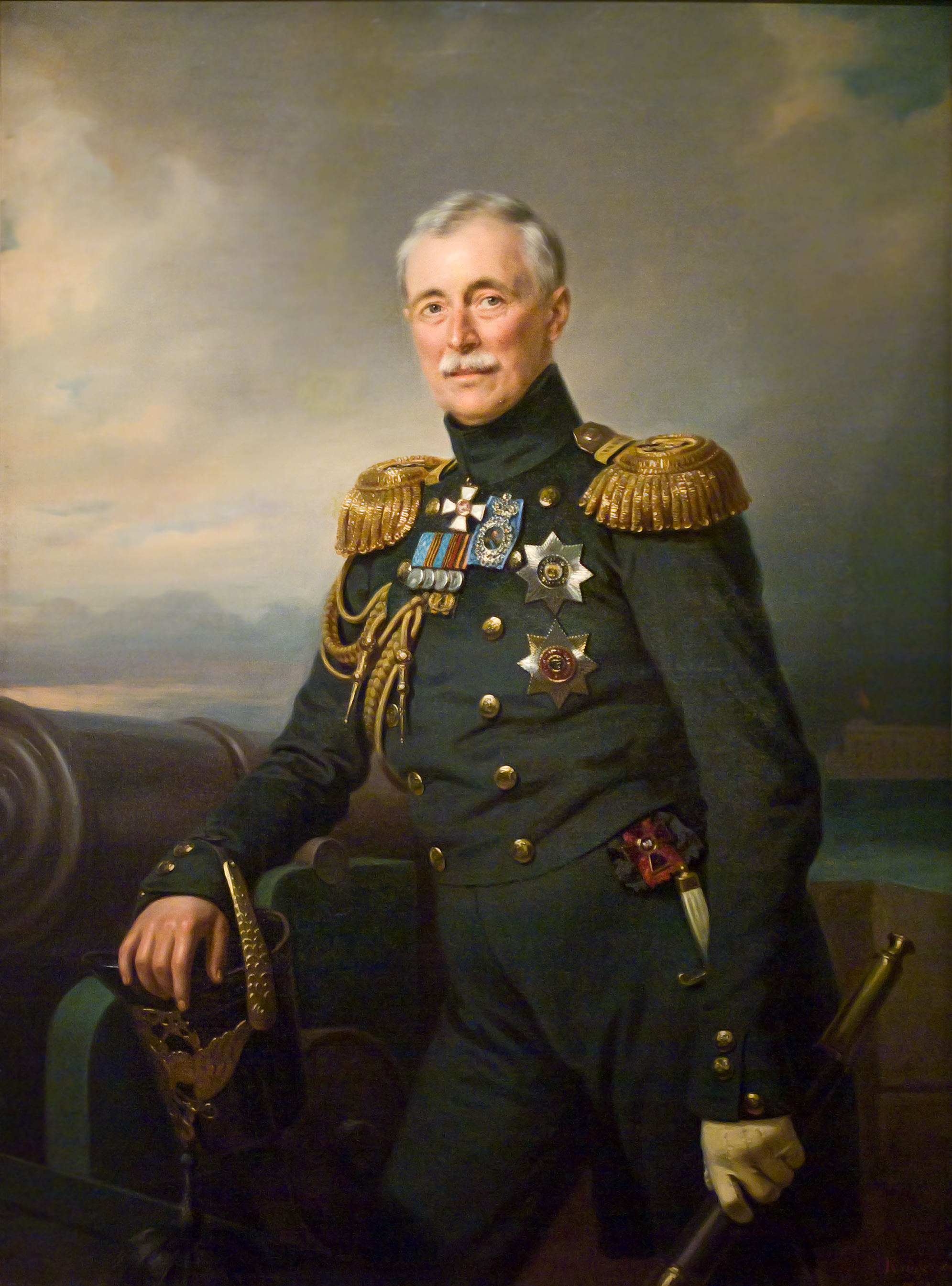
Alexandre Sergueïevitch Menchikov, portrait de Franz Krüger, huile sur toile (1851)

Arrière-petit-fils d'Alexandre Danilovitch Menchikov, duc d'Ingrie, Alexandre entra au service de la Russie en tant qu'attaché d'ambassade à Vienne en 1809. Il devint proche d'Alexandre Ier et accompagna l'empereur lors de ses campagnes contre Napoléon. En 1817, Menchikov fut nommé quartier-maître général de l'État-major. En 1823, il est transféré au ministère des Affaires étrangères. Il prit sa retraite militaire en 1824.
Il fut ensuite nommé chef du quartier-général de la marine et ministre par le tsar Nicolas Ier. Il se distingua lors du siège de Varna et en 1830 devint membre du Conseil d'État. En 1831, Menchikov occupa le poste de gouverneur général de Finlande, mais demeura à Saint-Pétersbourg. Il se dévoua principalement aux affaires maritimes, mais exerça une très mauvaise influence sur la marine russe, freinant les progrès techniques et l'innovation dans les façons de combattre.
En 1853, Menchikov fut envoyé en mission spéciale à Constantinople afin de régler la controverse concernant la protection des lieux saints. Il envenima cependant la situation à cause de sa notoire haine des Turcs due à la perte de son testicule lors d'un affrontement contre ces derniers. Quand la guerre de Crimée éclata, il fut nommé commandant en chef des armées russes sur terre et sur mer. Il commanda l'armée russe à la bataille de l'Alma et à la bataille d'Inkerman où il révéla son incompétence et son manque de talent militaire. Le 15 février 1855, le tsar retira le commandement à Menchikov, et le remplaça par le prince Gortchakov. De décembre 1855 à avril 1856, il occupa le poste de gouverneur général de Kronstadt avant de prendre sa retraite. Il mourut à Saint-Pétersbourg.

## Famille
Son épouse est Anna Alexandrovna Protassov (+1849)